# Imbrínium
Imbrínium (llatí: Imbrinium) va ser una ciutat del Samni que donava nom a un districte. La seva situació és desconeguda.
El Dictador Lucius Papirius Cursor Mugillanus i el Magister equitum Quintus Fabius Maximus Rullianus es trobaven al Samni i els auspicis per presentar batalla no eren favorables. Van aconsellar Papirius que esperés uns auspicis millors. El dictador se'n va anar a Roma i va deixar al front de l'exèrcit al seu Magister equitum amb l'encàrrec de mantenir les posicions sense enfrontar-se a l'enemic mentre continuessin els mals auspicis, però el seu lloctinent no el va obeir i després d'uns preparatius va avançar cap a Imbrínium, on es va enfrontar amb les forces samnites, i va obtenir un èxit complet. També esmenta que algunes fonts diuen que van ser dues i no una les batalles lliurades a la vora d'Imbrínium, ambdues guanyades pels romans, però alerta que els autors mes antics només parlen d'una i alguns fins i tot no en fan cap esment. Diu que hi va tenir una bona part el tribú militar Lucius Cominius. Uns vint mil samnites van morir; es va fer un gran boti i es va capturar força material de guerra.